# Segunda expedición contra Argel (1519)
La segunda expedición contra Argel tuvo lugar en agosto de 1519 por parte de las tropas españolas al mando de Hugo de Moncada, que el día 17 desembarcaron en las costas de Argel sin oposición.

## Desarrollo de la acción
Tras el desembarco ocuparon y fortificaron un cerro próximo a la plaza de Argel y solicitaron la rendición de ésta. Se celebró un consejo de guerra para acordar el plan de acción. Hugo de Moncada era partidario de atacar Argel inmediatamente, sobre todo después de haber sido rechazada la solicitud de rendición enviada a los defensores de la plaza. Pero el capitán Gonzalo Mariño propone esperar hasta recibir las tropas de refuerzo que había prometido enviar el rey de Tremecén, y logra imponer su opinión. Los españoles pasaron insensatamente ocho días inactivos frente a las murallas de Argel, esperando en vano la llegada de la ayuda prometida.
El 24 de agosto una terrible tempestad asoló la costa, y fue de tal intensidad que provocó el desastre de la escuadra española y de las numerosas tropas embarcadas. Al día siguiente las olas arrojaron a la extensa playa argelina los restos de 20 buques y los cadáveres de unos 4000 españoles, a esto se unió el desastroso encuentro con las tropas argelinas de Jeyreddín que acabaron desbaratando al ejército castellano. Hugo de Moncada se vio obligado a retirarse a Ibiza con los restos de lo que quedó de su expedición, dejando en las playas de Argel todo el material de sitio que no pudo transportar. Al año siguiente en 1520 logró desembarcar en la isla de Yerba y obtuvo la total sumisión del señor de la isla.